# Силы обороны Южного Камеруна
Силы обороны Южного Камеруна (SOCADEF) — вооружённое крыло Народно-освободительного движения Африки, амбазонского сепаратистского движения, возглавляемое Эбенезером Аквангой, проживающим в Соединённых Штатах Америки. SOCADEF наравне с Силами обороны Амбазонии является одним из самых известных вооружённых формирований, сражавшихся в начале англоязычного кризиса. В основном данная организация активна в Меме и Фако.

## История
В 2019 году SOCADEF утверждала, что в её составе насчитывается 3500 военнослужащих, хотя Международная кризисная группа утверждала, что организация насчитывает не более 500 активных вооружённых членов. В марте 2020 года вооружённое формирование попало в заголовки газет, когда объявило о двухнедельном прекращении огня, чтобы дать людям время пройти тестирование на коронавирус.
После серьёзных потерь в столкновениях между повстанцами и «Горными львами Фако» в июне 2021 года ходили слухи, что SOCADEF был расформирован. На самом деле движение на несколько месяцев ушло в подполье, приобретя более совершённое оружие и сменив руководство. В октябре 2021 года SOCADEF начали операцию «Вам покоя нет», направленную против камерунских войск в Икиливинди, в результате которой, как сообщается, погибли девять человек. В июле 2022 года повстанцы под командованием «Генерала Транспортера» совершили ещё одно нападение на силы безопасности в Икиливинди.

## Организация
Хотя Эбенезер Акванга возглавлял SOCADEF с момента его основания, он жил в изгнании; таким образом, в группе был ряд командиров сухопутных войск, которые руководили войсками в зоне боевых действий. К 2018 году главным командующим ополчения на передовой был «генерал Молуа Си», позже заменённый «генералом» Эндрю Нгоэ. 24 января 2019 года генерал Эндрю Нгоэ был убит в Мбонге, оставив Нсом Хилари (псевдоним «генерал Опобо») во главе. После гибели генерала Опобо от рук соперничающих движений в июне 2021 года «генерал Джейсон» стал новым командующим SOCADEF.
SOCADEF не присоединилась к Совету самообороны Амбазонии, руководящей организации, созданной Временным правительством. Однако его политическое крыло, Народно-освободительное движение Африки (APLM), приняло участие в формировании Совета освобождения Южного Камеруна в марте 2019 года, фактически объединившись с Временным правительством в рамках зонтичной организации.